# Welcome Air
Welcome Air Luftfahrt GmbH & Co KG was een Oostenrijkse regionale luchtvaartmaatschappij die met opvallende geel/paarse vliegtuigen vloog. Deze maatschappij was in Nederland vooral bekend bij wintersporters uit de regio Rotterdam. Het hoofdkwartier van deze maatschappij was in Innsbruck-Kranebitten. Vanuit Innsbruck vloog deze maatschappij naar Göteborg, Graz, Hannover, Nice,  Olbia, Stavanger, Weeze en Rotterdam.
Vroeger vloog ze ook op Alghero, Antwerpen en Oslo. De meeste van deze vluchten zijn gestopt toen er vluchten werden aangeboden door low-budget maatschappijen als Transavia en Ryanair. Welcome Air is eind 2011 gestopt met lijndienstvluchten en opereert sindsdien enkel nog als chartermaatschappij. De zustermaatschappij Tyrol Air Ambulance voert ambulancevluchten uit en kan daarvoor ook de vliegtuigen van Welcome Air inzetten.
Welcome Air nam in 2009 het noodlijdende Air Alps over. In 2012 stopte die met vluchten. Het zoeken naar nieuwe investeerders leverde niets op en in augustus 2013 werd tot de definitieve liquidatie overgegaan.

## Vloot
De Welcome Air vloot bestond in 2013 uit twee Dornier 328-100 turboprops. In het verleden werd er ook een Dornier 328JET gebruikt.